# Střešní taška
Střešní taška je stavební prvek, který slouží jako nespalitelná střešní krytina pro šikmé střechy se sklonem nad 15°. Tradičně se vyrábějí z pálené hlíny v cihelnách, v moderní době ale také z betonu, případně ze skla. Kladou se na vodorovné střešní latě a nejčastěji na sucho, na historických stavbách se často spojovaly nebo podmazávaly maltou. Tašková krytina má dlouhou životnost 100 let a výrobci na ni poskytují záruku až 50 let. Krytina je poměrně těžká, betonová asi 40–50 kg/m2, keramická až 55–80 kg/m2

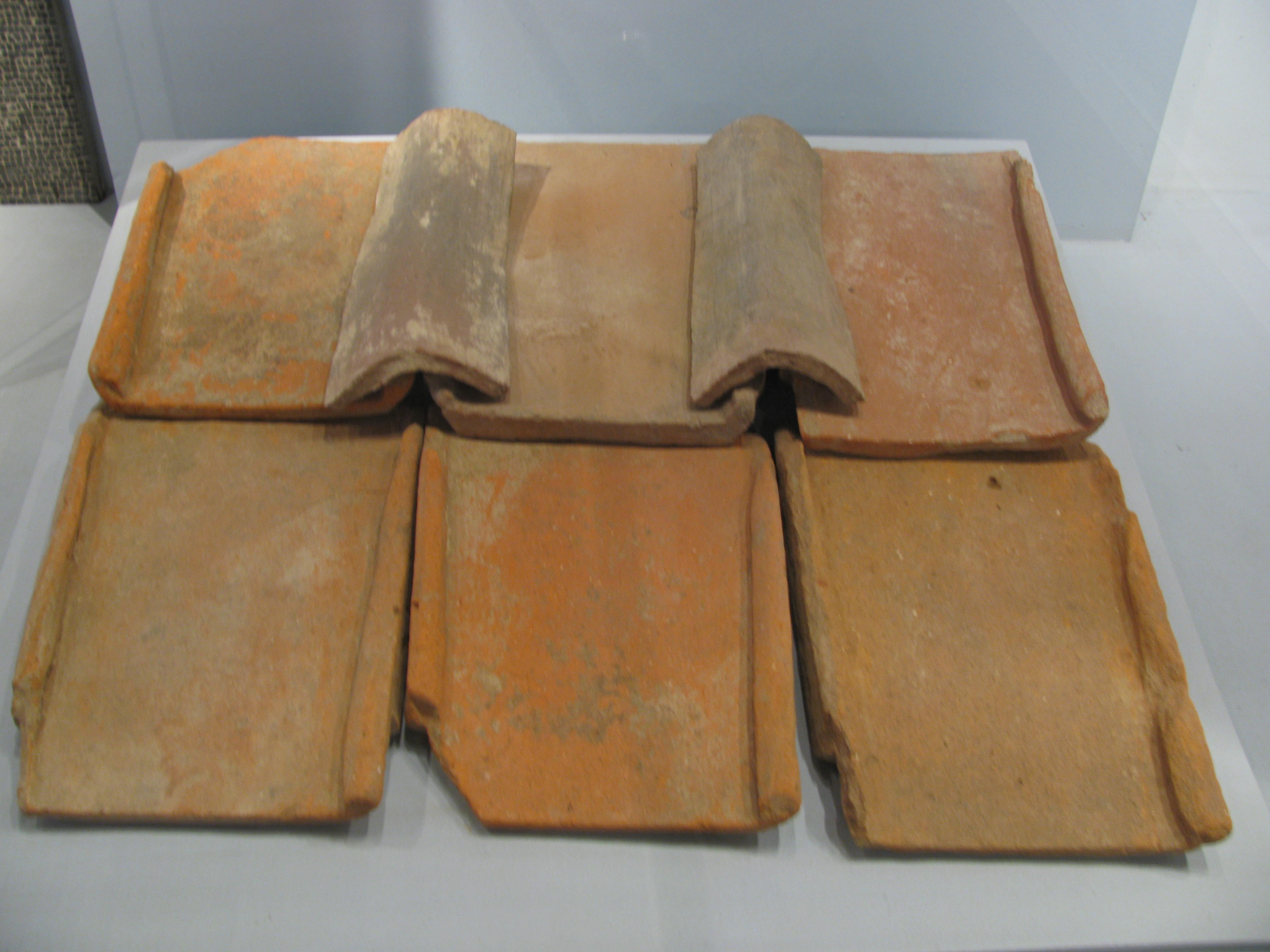
Římské tašky (imbrices)

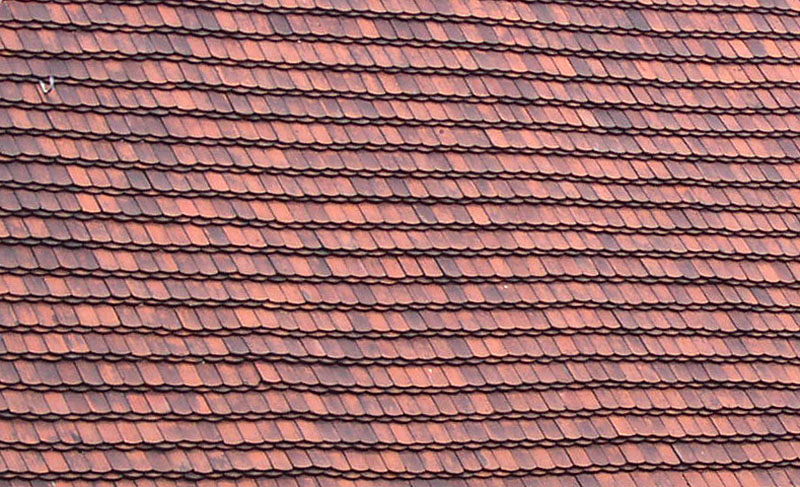
Bobrovky

## Historie
Velké řecké chrámy se pokrývaly tesanými mramorovými taškami dvojího tvaru: základem byly ploché desky se zvednutým okrajem, spáry se překrývaly kamennými korýtky. Podobný tvar měly i starověké pálené tašky, které se velmi rozšířily v Římské říši (lat. tegula a imbrica), ale dochovaly se v Řecku i více než 4000 let staré. Ve středověku je nahradily prejzy, esovky a ploché bobrovky. Zejména ve městech postupně vytlačily hořlavé (spalitelné) krytiny, jako je došek a šindel, které v průběhu 19. století evropská města postupně zakazovala právě z požárních důvodů.

## Výroba
Tradičně se tašky vyráběly v dřevěných formách, od poloviny 19. století se většinou lisují či razí. Pro zvýšení trvanlivosti i pro hezký vzhled se už od 15. století tašky také opatřovaly lesklou barevnou glazurou, dnes se engobují pololesklou sklovinou nebo impregnují různými úpravami, které vylepšují vzhled a prodlužují životnost krytiny. 

## Druhy tašek
Vedle plochých tašek (bobrovka) se už od nejstarších dob používaly tašky profilové, které nevyžadují dvojí pokrytí. Římské tegulae i pozdější prejzy měly dvojí rozdílný tvar, kdežto například esovky a falcovky vystačí s jedním (pouze na okraji střechy se musí někdy použít odlišný tvar). Na hřebenech (hranách) střech se však u všech taškových střech používají odlišné hřebenáče.
- Bobrovka – plochá (keramická) taška, která se klade ve dvou vrstvách
- Esovka – dvakrát zakřivená taška, která se částečně překrývá
- Falcovka – plochá profilovaná taška s drážkami po obvodě
- Hřebenáč – žlábkovitá taška, kterou se kryje hřeben střechy
- Prejz – pálená taška dvojího žlábkovitého tvaru